# Punch (vittighedsblad)
 For alternative betydninger, se Punch (flertydig). (Se også artikler, som begynder med Punch)
Punch var et dansk vittighedsblad, der udkom hver uge i København fra 1873 til 95. Redaktionen var altid på regeringspartiet - længe Højres side. De otte sider var illustreret med farvelitografier og stregtegninger. Kunstnerne måtte ikke signere deres værker, men kendes. Det var Knud Gamborg, Hans Tegner, Alfred Schmidt, Rasmus Christiansen etc.
Og udgiveren Angelo Haase var længe anonym. Oppositionens politikere og forfattere blev latterliggjort. Både Holger Drachmann og Herman Bang hånedes med tarvelige parodier på deres forbindelser, tekster og udseende.